# Paul Brousse (Radsportler)
Paul Brousse (* 28. Dezember 1983 in Poitiers) ist ein ehemaliger französischer Profi-Radrennfahrer.

## Sportliche Laufbahn
Paul Brousse gewann 2005 ein Teilstück beim Criterium des Espoirs. Im folgenden Jahr wurde er Dritter bei dem Eintagesrennen Polymultipliée Lyonnaise. 2007 fuhr Brousse für das französische Continental Team Roubaix Lille Métropole, und in den Jahren 2008 und 2009 fuhr er für die zypriotische Mannschaft A-Style Somn/CarmioOro-A Style. In seinem ersten Jahr dort wurde er einmal Etappendritter bei der Tour de Beauce. Er verließ die Mannschaft mit Ablauf der Saison 2009, ohne sich einem anderen internationalen Radsportteam anzuschließen.

## Erfolge
2005
- eine Etappe Criterium des Espoirs

## Teams
- 2007 Roubaix Lille Métropole
- 2008 A-Style Somn
- 2009 CarmioOro-A Style